# Formuła 2 – Silverstone 2019
Runda Formuły 2 na torze Silverstone Circuit – runda siódma mistrzostw Formuły 2 w sezonie 2019.

## Wyniki

### Sesja treningowa
| Nr | Kierowca     | Konstruktor  | Czas     | Okr. |
| -- | ------------ | ------------ | -------- | ---- |
| 8  | Luca Ghiotto | UNI-Virtuosi | 1:39,166 | 18   |

### Kwalifikacje
Źródło: fiaformula2.com
| Poz. | Nr | Kierowca             | Konstruktor                   | Czas     | Poz. s. |
| ---- | -- | -------------------- | ----------------------------- | -------- | ------- |
| 1    | 7  | Zhou Guanyu          | UNI-Virtuosi                  | 1:38,182 | 1       |
| 2    | 8  | Luca Ghiotto         | UNI-Virtuosi                  | 1:38,410 | 2       |
| 3    | 5  | Sérgio Sette Câmara  | DAMS                          | 1:38,511 | 3       |
| 4    | 6  | Nicholas Latifi      | DAMS                          | 1:38,519 | 4       |
| 5    | 1  | Louis Delétraz       | Carlin                        | 1:38,547 | 5       |
| 6    | 11 | Callum Ilott         | Sauber Junior Team by Charouz | 1:38,549 | 6       |
| 7    | 4  | Nyck de Vries        | ART Grand Prix                | 1:38,613 | 7       |
| 8    | 15 | Jack Aitken          | Campos Racing                 | 1:38,686 | 8       |
| 9    | 2  | Nobuharu Matsushita  | Carlin                        | 1:38,877 | 9       |
| 10   | 19 | Anthoine Hubert      | BWT Arden                     | 1:39,046 | 10      |
| 11   | 12 | Juan Manuel Correa   | Sauber Junior Team by Charouz | 1:39,071 | 11      |
| 12   | 16 | Jordan King          | MP Motorsport                 | 1:39,225 | 12      |
| 13   | 9  | Mick Schumacher      | PREMA Racing                  | 1:39,227 | 13      |
| 14   | 14 | Arjun Maini          | Campos Racing                 | 1:39,512 | 14      |
| 15   | 20 | Giuliano Alesi       | Trident                       | 1:39,574 | 15      |
| 16   | 3  | Nikita Mazepin       | ART Grand Prix                | 1:39,615 | 16      |
| 17   | 21 | Dorian Boccolacci    | Trident                       | 1:39,622 | 17      |
| 18   | 10 | Sean Gelael          | PREMA Racing                  | 1:39,790 | 20      |
| 19   | 18 | Tatiana Calderón     | BWT Arden                     | 1:40,530 | 18      |
| 20   | 17 | Mahaveer Raghunathan | MP Motorsport                 | 1:41,725 | 19      |
| Poz. | Nr | Kierowca             | Konstruktor                   | Czas     | Poz. s. |

Uwagi
1. ↑  Sean Gelael został ukarany cofnięciem o trzy pozycje na starcie za spowodowanie kolizji podczas sesji treningowej. Ostatecznie wycofał się z wyścigu.

### Główny wyścig

#### Wyścig
Źródło: fiaformula2.com
| P                                                     | + / –     | Nr | Kierowca             | Konstruktor                   | Okr. | Czas / Strata | Komentarz   |
| ----------------------------------------------------- | --------- | -- | -------------------- | ----------------------------- | ---- | ------------- | ----------- |
| 1                                                     | 1         | 8  | Luca Ghiotto         | UNI-Virtuosi                  | 29   | 50:21,114     |             |
| 2                                                     | 2         | 6  | Nicholas Latifi      | DAMS                          | 29   | +0:03,314     |             |
| 3                                                     | 2         | 7  | Zhou Guanyu          | UNI-Virtuosi                  | 29   | +0:07,186     |             |
| 4                                                     | 1         | 5  | Sérgio Sette Câmara  | DAMS                          | 29   | +0:11,841     |             |
| 5                                                     | 3         | 15 | Jack Aitken          | Campos Racing                 | 29   | +0:13,744     |             |
| 6                                                     | 1         | 4  | Nyck de Vries        | ART Grand Prix                | 29   | +0:18,969     |             |
| 7                                                     | 2         | 1  | Louis Delétraz       | Carlin                        | 29   | +0:19,466     |             |
| 8                                                     | 2         | 11 | Callum Ilott         | Sauber Junior Team by Charouz | 29   | +0:23,144     |             |
| 9                                                     | Bez zmian | 2  | Nobuharu Matsushita  | Carlin                        | 29   | +0:24,263     |             |
| 10                                                    | 2         | 16 | Jordan King          | MP Motorsport                 | 29   | +0:30,176     |             |
| 11                                                    | 2         | 9  | Mick Schumacher      | PREMA Racing                  | 29   | +0:31,100     |             |
| 12                                                    | 1         | 12 | Juan Manuel Correa   | Sauber Junior Team by Charouz | 29   | +0:47,708     |             |
| 13                                                    | 1         | 14 | Arjun Maini          | Campos Racing                 | 29   | +0:52,072     | [ a ]       |
| 14                                                    | 4         | 18 | Tatiana Calderón     | BWT Arden                     | 29   | +1:19,155     |             |
| 15                                                    | 4         | 17 | Mahaveer Raghunathan | MP Motorsport                 | 29   | +1:31,116     |             |
| 16                                                    | Bez zmian | 3  | Nikita Mazepin       | ART Grand Prix                | 28   | +1 okr.       | kolizja,    |
| 17                                                    | 2         | 20 | Giuliano Alesi       | Trident                       | 28   | +1 okr.       | [ c ]       |
| 18                                                    | 8         | 19 | Anthoine Hubert      | BWT Arden                     | 28   | +1 okr.       |             |
| Niesklasyfikowani                                     |           |    |                      |                               |      |               |             |
|                                                       |           | 21 | Dorian Boccolacci    | Trident                       | 1    | +28 okr.      | mechanika   |
| Nie wystartowali / niedopuszczeni do ponownego startu |           |    |                      |                               |      |               |             |
|                                                       |           | 10 | Sean Gelael          | PREMA Racing                  | 0    |               | wycofał się |
| P                                                     | + / –     | Nr | Kierowca             | Konstruktor                   | Okr. | Czas / Strata | Komentarz   |

Uwagi
1. ↑  Arjun Maini otrzymał 5-sekundową karę czasową za spowodowanie kolizji.
2. ↑  Nikita Mazepin otrzymał 5-sekundową karę czasową za przekroczenie prędkości w pit lane.
3. ↑  Giuliano Alesi otrzymał 5-sekundową karę czasową za przekroczenie prędkości w pit lane oraz 30-sekundową karę czasową za niebezpieczny wyjazd.

#### Najszybsze okrążenie
| Nr | Kierowca            | Konstruktor | Czas     | Okr. |
| -- | ------------------- | ----------- | -------- | ---- |
| 5  | Sérgio Sette Câmara | DAMS        | 1:40,858 | 24   |

### Sprint

#### Wyścig
Źródło: fiaformula2.com
| P                                                     | + / –     | Nr | Kierowca             | Konstruktor                   | Okr. | Czas / Strata | Komentarz   |
| ----------------------------------------------------- | --------- | -- | -------------------- | ----------------------------- | ---- | ------------- | ----------- |
| 1                                                     | 3         | 15 | Jack Aitken          | Campos Racing                 | 21   | 36:47,822     |             |
| 2                                                     | Bez zmian | 1  | Louis Delétraz       | Carlin                        | 21   | +0:04,997     |             |
| 3                                                     | Bez zmian | 4  | Nyck de Vries        | ART Grand Prix                | 21   | +0:08,194     |             |
| 4                                                     | 3         | 11 | Callum Ilott         | Sauber Junior Team by Charouz | 21   | +0:08,850     |             |
| 5                                                     | 2         | 6  | Nicholas Latifi      | DAMS                          | 21   | +0:16,203     |             |
| 6                                                     | 5         | 9  | Mick Schumacher      | PREMA Racing                  | 21   | +0:19,222     |             |
| 7                                                     | 2         | 2  | Nobuharu Matsushita  | Carlin                        | 21   | +0:19,666     |             |
| 8                                                     | 2         | 7  | Zhou Guanyu          | UNI-Virtuosi                  | 21   | +0:20,181     |             |
| 9                                                     | 1         | 16 | Jordan King          | MP Motorsport                 | 21   | +0:21,731     |             |
| 10                                                    | 2         | 12 | Juan Manuel Correa   | Sauber Junior Team by Charouz | 21   | +0:25,820     |             |
| 11                                                    | 7         | 19 | Anthoine Hubert      | BWT Arden                     | 21   | +0:34,309     |             |
| 12                                                    | 4         | 3  | Nikita Mazepin       | ART Grand Prix                | 21   | +0:37,426     |             |
| 13                                                    | Bez zmian | 14 | Arjun Maini          | Campos Racing                 | 21   | +0:40,581     |             |
| 14                                                    | 5         | 21 | Dorian Boccolacci    | Trident                       | 21   | +0:25,302     |             |
| 15                                                    | 7         | 8  | Luca Ghiotto         | UNI-Virtuosi                  | 21   | +0:57,696     |             |
| 16                                                    | 2         | 18 | Tatiana Calderón     | BWT Arden                     | 21   | +0:59,998     |             |
| 17                                                    | 12        | 5  | Sérgio Sette Câmara  | DAMS                          | 21   | +1:09,991     |             |
| 18                                                    | 3         | 17 | Mahaveer Raghunathan | MP Motorsport                 | 21   | +1:10,157     |             |
| Niesklasyfikowani                                     |           |    |                      |                               |      |               |             |
|                                                       |           | 20 | Giuliano Alesi       | Trident                       | 1    | +20 okr.      | wycofał się |
| Nie wystartowali / niedopuszczeni do ponownego startu |           |    |                      |                               |      |               |             |
|                                                       |           | 10 | Sean Gelael          | PREMA Racing                  | 0    |               | wycofał się |
| P                                                     | + / –     | Nr | Kierowca             | Konstruktor                   | Okr. | Czas / Strata | Komentarz   |

#### Najszybsze okrążenie
| Nr | Kierowca    | Konstruktor   | Czas     | Okr. |
| -- | ----------- | ------------- | -------- | ---- |
| 15 | Jack Aitken | Campos Racing | 1:39,993 | 20   |

## Klasyfikacja po zakończeniu rundy

### Kierowcy
| P  | +/− | Kierowca             | Starty | Punkty | P1 | P2 | P3 | PP | NO | NS |
| -- | --- | -------------------- | ------ | ------ | -- | -- | -- | -- | -- | -- |
| 1  | 0   | Nyck de Vries        | 14     | 170    | 3  | 1  | 3  | 2  | 3  | –  |
| 2  | 0   | Nicholas Latifi      | 14     | 139    | 3  | 1  | 1  | –  | 2  | –  |
| 3  | +1  | Luca Ghiotto         | 14     | 122    | 2  | 4  | –  | 2  | –  | 4  |
| 4  | −1  | Sérgio Sette Câmara  | 14     | 121    | 1  | 2  | 2  | 1  | 3  | 2  |
| 5  | 0   | Jack Aitken          | 14     | 113    | 2  | 1  | 2  | –  | 2  | –  |
| 6  | 0   | Zhou Guanyu          | 14     | 105    | –  | –  | 4  | 1  | 1  | 1  |
| 7  | 0   | Anthoine Hubert      | 14     | 77     | 2  | –  | –  | –  | –  | –  |
| 8  | 0   | Nobuharu Matsushita  | 14     | 65     | 1  | 1  | –  | 1  | 2  | 1  |
| 9  | 0   | Louis Delétraz       | 14     | 60     | –  | 2  | –  | –  | –  | 4  |
| 10 | 0   | Jordan King          | 12     | 41     | –  | –  | 1  | –  | 1  | 1  |
| 11 | 0   | Juan Manuel Correa   | 14     | 36     | –  | 2  | –  | –  | –  | 1  |
| 12 | 0   | Dorian Boccolacci    | 12     | 30     | –  | –  | –  | –  | –  | 2  |
| 13 | +2  | Callum Ilott         | 13     | 27     | –  | –  | 1  | –  | –  | 2  |
| 14 | −1  | Mick Schumacher      | 14     | 26     | –  | –  | –  | –  | –  | 3  |
| 15 | −1  | Artiom Markiełow     | 2      | 16     | –  | –  | –  | –  | –  | –  |
| 16 | 0   | Sean Gelael          | 12     | 11     | –  | –  | –  | –  | –  | 3  |
| 17 | 0   | Nikita Mazepin       | 14     | 6      | –  | –  | –  | –  | –  | 2  |
| 18 | 0   | Ralph Boschung       | 10     | 3      | –  | –  | –  | –  | –  | 3  |
| 19 | 0   | Giuliano Alesi       | 14     | 1      | –  | –  | –  | –  | –  | 7  |
| 20 | 0   | Mahaveer Raghunathan | 12     | 0      | –  | –  | –  | –  | –  | 1  |
| 21 | 0   | Tatiana Calderón     | 14     | 0      | –  | –  | –  | –  | –  | 3  |
| 22 | +2  | Arjun Maini          | 4      | 0      | –  | –  | –  | –  | –  | 1  |
| 23 | −1  | Patricio O'Ward      | 2      | 0      | –  | –  | –  | –  | –  | –  |
| 24 | −1  | Ryan Tveter          | 2      | 0      | –  | –  | –  | –  | –  | –  |
| P  | +/− | Kierowca             | Starty | Punkty | P1 | P2 | P3 | PP | NO | NS |

### Zespoły
| P  | +/− | Konstruktor                   | Starty | Punkty | P1 | P2 | P3 | PP | NO | NS |
| -- | --- | ----------------------------- | ------ | ------ | -- | -- | -- | -- | -- | -- |
| 1  | 0   | DAMS                          | 28     | 260    | 4  | 3  | 3  | 1  | 5  | 2  |
| 2  | 0   | UNI-Virtuosi                  | 28     | 227    | 2  | 4  | 4  | 3  | 1  | 5  |
| 3  | 0   | ART Grand Prix                | 28     | 176    | 3  | 1  | 3  | 2  | 3  | 2  |
| 4  | 0   | Campos Racing                 | 28     | 143    | 2  | 1  | 2  | –  | 2  | 2  |
| 5  | 0   | Carlin                        | 28     | 125    | 1  | 3  | –  | 1  | 2  | 5  |
| 6  | 0   | BWT Arden                     | 28     | 77     | 2  | –  | –  | –  | –  | 3  |
| 7  | +1  | Sauber Junior Team by Charouz | 27     | 63     | –  | 2  | 1  | –  | –  | 3  |
| 8  | −1  | MP Motorsport                 | 28     | 57     | –  | –  | 1  | –  | 1  | 2  |
| 9  | 0   | PREMA Racing                  | 26     | 37     | –  | –  | –  | –  | –  | 6  |
| 10 | 0   | Trident                       | 28     | 4      | –  | –  | –  | –  | –  | 11 |
| P  | +/− | Konstruktor                   | Starty | Punkty | P1 | P2 | P3 | PP | NO | NS |